# Gasthof zum Goldenen Ochsen
Der Gasthof zum Goldenen Ochsen ist ein denkmalgeschütztes Bauwerk in Zofingen. Er ist ein Kulturgut von regionaler Bedeutung.

## Lage
Das Gebäude steht in der Altstadt von Zofingen an der Vorderen Hauptgasse 8.

## Beschreibung
Das Gebäude verfügt über einen Mittelrisalit unter einem Dreiecksgiebel. Die Hauptfassade ist in drei Teile gegliedert und durch Eck- und Risalitlisenen gegliedert. Im Erdgeschoss und im ersten Stock sind die Fenster rechteckig. Von den Stichbogenfenstern mit muschelförmigen Schlusssteinen im zweiten Stock verfügen die mittleren drei über eine geschweifte Verdachung.
Entlang der Ochsengasse erstreckt sich das Hinterhaus, das durch einen Verbindungsbau mit dem Hauptgebäude verbunden ist.

## Geschichte

### Baugeschichte
Das gotische Gebäude wurde seit der Entstehung mehrmals umgebaut, zum Beispiel 1607. Die klassizistische Fassade stammt vom Ende des 18. Jahrhunderts. Der Saal wurde 1998 umgebaut.

### Nutzungsgeschichte
Ab 1819 war der «Ochsen» Versammlungsort der Sektion Bern des Schweizerischen Zofingervereins.
Zu Beginn der 1980er-Jahre wurde das Gebäude zuerst von der Architektengruppe Metron aus Windisch übernommen und anschliessend in eine Genossenschaft überführt, um es der Spekulation zu entziehen. Die Initiatoren der Genossenschaft beabsichtigten die Einrichtung einer Beiz ohne Konsumzwang und mit ökologischer Küche. Weiter wollten sie kulturelle Veranstaltungen, günstige Mietwohnungen, eine Wohngemeinschaft geistig Behinderter und ein Ladenlokal ermöglichen. Eine Dachgenossenschaft, die die Räumlichkeiten des «Ochsen», darunter Wohnungen, eine Beiz, eine Bar, ein Saal und ein Ladenlokal, weitervermietete, wurde im Herbst 1981 gegründet. Der neu gegründeten Genossenschaft traten 300 Personen bei. Viel Gründungskapital stammte aus bürgerlichen Kreisen. Die Stadt Zofingen brachte 50'000 Franken ein, die Denkmalpflege 67'000 Franken. Zur Kostensenkung wurde beim Umbau viel Freiwilligenarbeit geleistet. Am 13. Februar 1982 fand das Aufrichtefest statt und am 17. April 1982 die Eröffnungsfeier der Beiz.
Zu den langjährigen Mietern aus der Gründungszeit gehörten die Genossenschaftsbeiz Ochsen und der Kulturverein Ochsen. Einige Veranstaltungen des Kulturvereins sowie die personelle Verbandelung mit der grünen Ortspartei Läbigs Zofige sorgten in der Bevölkerung für das Vorurteil, der «Ochsen» sei ein Treffpunkt von Linksextremisten. Die Genossenschaftsbeiz stand in der Tradition der selbstverwalteten Betriebe. Sie bestand bis 2001. Danach wurde die Beiz jeweils an Wirte vermietet.
Der 1982 gegründete Kulturverein Ochsen, seit 1998 OX. Kultur im Ochsen, führte im Saal des Ochsens bis Ende 2014 Hunderte Konzerte und andere kulturelle Veranstaltungen durch. Ab 2002 gab es Beschwerden wegen Lärmbelästigung aus der Nachbarschaft, die nach einem jahrelangen Verfahren Konzerte aufgrund behördlicher Einschränkungen verunmöglichten. OX Kultur im Ochsen verliess den «Ochsen» deshalb Ende 2014 und führte die kulturelle Arbeit unter dem Namen OX Kultur ausserhalb der Altstadt im neu eröffneten Lokal Oxil fort.